# 斯特法諾·盧基尼
斯特法諾·盧基尼（義大利語：Stefano Lucchini；1980年10月2日—）是一位前意大利足球運動員，在場上的位置是中後衛。他最後效力於意大利足球乙級聯賽球隊克雷莫納。
2016年7月8日，重新與第1支效力球會克雷莫納簽約。